# Salvatore Calandruccio

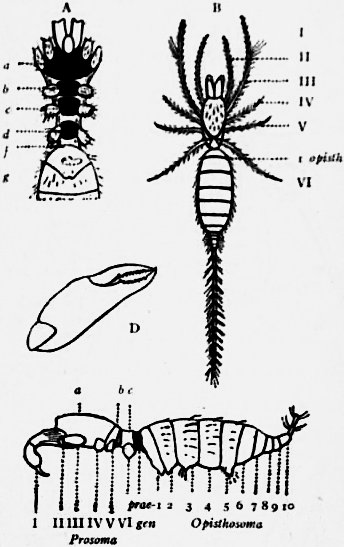
Eukoenenia mirabilis in de Encyclopaedia Britannica van 1911. Illustratie van Grassi. Auteurschap geclaimd door Calandruccio

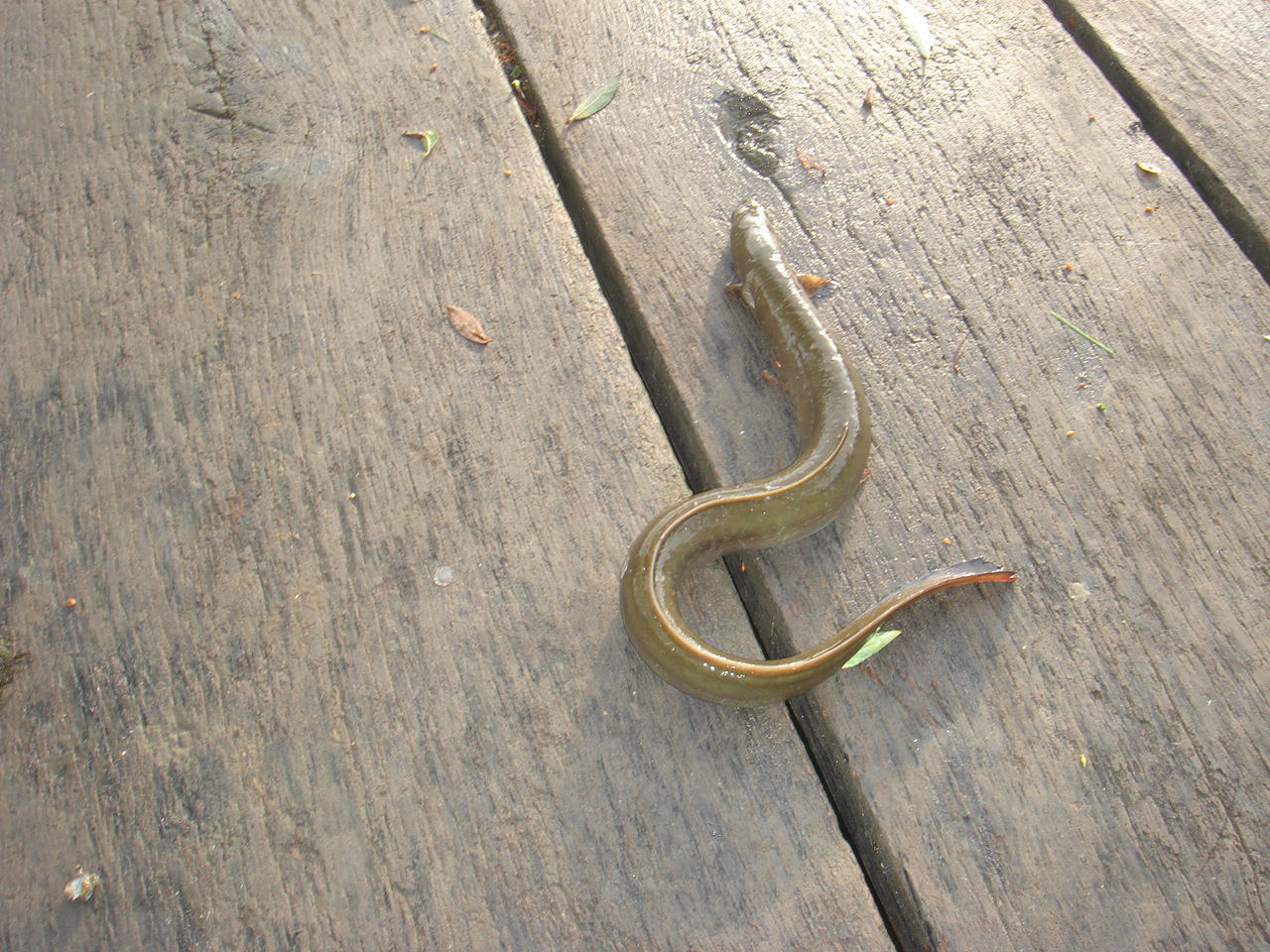
Anguilla anguilla of aal

Salvatore Calandruccio (Taormina, 25 december 1858 – Fiumefreddo di Sicilia, 31 maart 1908) was een medicus-zoöloog alsook parasitoloog in het koninkrijk Italië. Zijn vorsingswerk werd overschaduwd door zijn baas en hoogleraar Giovanni Battista Grassi, de latere senator voor het leven, die Calandruccio's naam wegliet in publicaties.

## Levensloop
Calandruccio werd geboren in Taormina, nabij de Siciliaanse havenstad Messina, in wat nog vijf jaren het koninkrijk der Beide Siciliën zou blijven. Zijn ouders waren Giuseppe Calandruccio en Rosaria Cacciola, twee winkeliers die niet bemiddeld waren. Zijn ouders konden geen studies geneeskunde bekostigen. Daarom studeerde Calandruccio eerst voor onderwijzer; hij was gedurende tien jaren onderwijzer in Messina en omstreken.
In 1888 behaalde Calandruccio alsnog het diploma van medicus aan de toen koninklijke universiteit van Catania; in 1891 behaalde hij een tweede diploma, dat van licentiaat in de natuurwetenschappen.
Toen hij nog student was, liet professor Giovanni Battista Grassi hem benoemen tot zijn onderzoeksassistent op het laboratorium Natuurgeschiedenis in Catania (1884). Een jaar eerder was Grassi hoogleraar aldaar geworden. Grassi was slechts een jaar ouder dan zijn assistent Calandruccio. Beiden legden zich toe op onderzoek van parasieten en wormen. Zij deden aan microscopisch onderzoek tijdens de cholera-epidemie in Catania (1885) en in Messina (1887).
In zijn vorsingswerk inoculeerde Calandruccio zichzelf of proefpersonen met eitjes of wormen, om aldus de relatie met een ziektebeeld te kunnen observeren.
In 1896 werd Calandruccio toegelaten tot het ambt van privaatdocent in zoölogie en vergelijkende anatomie, na het vertrek van professor Grassi naar Rome. Dit was de openstaande leerstoel van Grassi. Calandruccio werd geen hoogleraar. Nog in 1896 huwde hij met de edeldame Agata Pagano, barones van Calatabiano en weduwe. Uit hun huwelijk werd een dochter Maria geboren, als enig kind.
Calandruccio was lid van de Italiaanse vereniging van entomologie en de Italiaanse vereniging van zoölogie, en dit vanaf 1890. 
Tevergeefs deed hij een sollicitatie voor een leerstoel van hoogleraar, en dit aan de universiteiten van Parma (1898), Napels (1899) en Messina (1900). Zijn publicaties werden als middelmatig beoordeeld. Hij bleef privaatdocent in Catania. Hij publiceerde een pamflet dat een en al een tirade was tegen hoogleraar-senator Grassi in Rome. Dit pamflet liet hij in Rome drukken met eigen middelen, met als titel Unicuique suum professor G.B. Grassi. Dit betekende zoveel als ‘wat uw verdiende loon is, professor Grassi’. Hierin citeerde Calandruccio academische tegenstanders van Grassi in het domein van malariavorsing: Robert Koch, Ronald Ross en Charles Louis Alphonse Laveran.
In 1905 volgde de toelating tot lid van de Accademia Fisico-Chemica van Palermo.
Hij stierf in 1908 in de buurt van Catania aan nefritis die het gevolg was overdreven fysieke inspanningen. Hij had bloed in de urine. Bij storm en ontij liep hij langs de kusten van de Ionische Zee voor zijn onderzoek naar alen.

## Onderzoekswerk
Zijn vorsingswerk behelsde de volgende elementen, nadat historici de rol van hem en zijn baas Grassi konden onderscheiden:
- Calandruccio bevestigde dat malaria werd doorgegeven door bloedcontact en dat de malariaparasiet in het bloed van de patiënt is terug te vinden. Het ging om minstens drie soorten vliegen die de parasiet doorgaven. Zijn baas Grassi zat in een dispuut verwikkeld met andere malaria-onderzoekers uit de 19e eeuw;[6] het werden uiteindelijk de Britse militaire chirurg Ronald Ross en de Franse militaire arts Laveran die de Nobelprijs voor geneeskunde kregen voor malaria-onderzoek en niet professor Grassi.
- Hij stelde het ziekteverwekkend vermogen vast van de darmparasieten Giardia lamblia en Entamoeba coli. Hiervoor inoculeerde hij zichzelf.
- Hij onderzocht het infecterend vermogen van cysten van wat later de darmlintworm Echinococcus zou blijken te zijn. Hij zag een verband tussen de cyste bij de hond en bij de mens.
- Dat de rondworm Ascaris lumbricoides, de zweepworm Trichuris trichiura en de lintworm Hymenoloepis nana juist geen tussengastheer hadden, waren ook een observaties van hem. Deze wormen komen enkel bij de mens voor.
- Bij de hond vond hij de adulte vorm van de worm Dipetalonema reconditum. Deze worm leeft in bindweefsel van honden.
- Hij beschreef voor het eerst een nieuwe orde van spinachtigen: de Palpigradi. Deze insecten leefden onder stenen van de vulkaan Etna. De bevinding werd later bevestigd door anderen. De soort die Calandruccio onderzocht en Grassi publiceerde werd vanaf de 20e eeuw genoemd Eukoenenia mirabilis.[7] Hun naam was Koenenia mirabilis. Het gaat om een van de Palpigradi.
- Hij onderzocht termieten.
- Zijn meest opzienbarende ontdekking was de transformatie van wilgenbladlarve tot aal die hij beschreef in een aquarium in het laboratorium.[8] Hiermee bewezen Calandruccio en Grassi dat het diertje Leptocephalus brevirostris geen aparte diersoort was maar slechts de larve was van een volwassen aal. Dit ‘diertje’ was veertig jaar tevoren beschreven door de Duitser Johann Kaup. Nog in de 19e eeuw werden voor het eerst mannelijke geslachtsorganen beschreven bij de aal ofwel anguilla anguilla; de vrouwelijke waren al in de 18e eeuw bekend. Nu werd duidelijk dat alen geslachtelijke voortplanting kenden. Hiermee werd een wetenschappelijk mysterie dat al van de Griekse Oudheid bestond, namelijk de voortplanting van palingen, opgelost.[9] De ontdekking van de transformatie van larve tot aal werd bekend gemaakt door Grassi onder zijn eigen naam, die in de Royal Society of London de prestigieuze Darwin Medal ontving (1896). Protest van Calandruccio en anderen in Londen mocht niet baten. Grassi werd evenwel nooit toegelaten als buitenlands corresponderend lid van de Royal Society of London, ondanks zijn Darwin Medal. Deze ontdekking bleef een twistappel tussen Calandruccio en Grassi.